# Pilar Prades
La valenciana Pilar Prades Expósito Santamaría (n. Begís, Alt Palància, 1928; † València, 19 de maig del 1959) va ser l'última dona víctima de la pena de mort a l'Estat espanyol.

## Biografia
Pilar Prades va néixer en una família de classe obrera de Begís, a l'Alt Palància. Amb dotze anys es trasllada a València per servir de criada. Analfabeta i amb un caràcter introvertit, canvia diverses vegades de casa fins que el 1954 entra a treballar per al matrimoni d'Enric Vilanova i Adela Pascual, que regenten una xarcuteria al carrer Sagunt de València. Pilar treballa en la casa i fins i tot atén el taulell de la xarcuteria quan s'acumulen els clients. El 19 de març, Adela s'emmalalteix d'allò que en un principi és diagnosticat com una grip, i es mor. Després de la mort, Enric despatxa la Pilar, tanca el negoci i se'n va de València.
Pilar entra aleshores a treballar en el domicili del metge militar Manuel Berenguer i la seva esposa, María del Carmen Cid, recomanada per Aurelia Sanz Hernanz, la cuinera. Al cap de poc, Aurelia s'emmalalteix. El doctor Berenguer s'alarma i ingressa l'Aurelia a l'hospital, on sembla experimentar una certa millora. Quan la seva dona presenta els mateixos símptomes, consulta uns altres especialistes i realitzen una prova diagnòstica per confirmar la presència de verí. Sospitant de Pilar, es posa en contacte amb Enric Vilanova. Després d'això, presenta una denúncia contra Pilar i s'exhuma el cadàver d'Adela, en el qual es troben restes d'arsènic.
Va ser un pot de mataformigues a base d'arsènic, que van trobar entre les seves pertinences, el que va fer sospitar de Pilar Prades com a suposada autora del crim, que, malgrat el consell del seu advocat, es va declarar innocent. Va ser condemnada a mort sense proves, ja que només es va inculpar després de trenta-sis hores de tortura i d'aïllament a mans de la Guàrdia Civil, sense menjar ni dormir. La seva sentència va ser ratificada pel Tribunal Suprem espanyol.
L'execució, pel mètode del garrot vil, estava prevista per a les sis del matí del 19 de maig del 1959, però es va efectuar més de dues hores després, a l'espera d'un indult que no va arribar. El botxí designat per portar-la a terme, Antonio López Sierra, després de saber que la condemnada era una dona, es va negar a matar-la. Els guàrdies el van drogar i el van portar per la força al patíbul.

## La seva història en les arts
- El 1985, Televisió Espanyola va rodar una sèrie anomenada La huella del crimen, un dels episodis de la qual es va dedicar al cas de Pilar, interpretada per l'actriu Terele Pávez, amb banda sonora de Lluís Llach.
- L'anècdota del botxí portat al patíbul per la força va inspirar la pel·lícula El verdugo, del director Luis García Berlanga.
- Al documental espanyol Queridísimos Verdugos, del director Basilio Martín Patino, s'entrevista al botxí que va matar Pilar Prades sobre l'execució.
- A l'Argentina, la vida de Pilar Prades va inspirar el serial radiofònic La galleguita de la cara sucia, amb un gran èxit d'audiència.[5]